# Boarmia delatina
Boarmia delatina là một loài bướm đêm trong họ Geometridae.